# (4342) Freud
(4342) Freud ist ein Hauptgürtelasteroid, der am 21. August 1987 von Eric Walter Elst vom La-Silla-Observatorium aus entdeckt wurde.
Der Asteroid wurde nach dem Begründer der Psychoanalyse, Sigmund Freud (1859–1939) benannt.